# Grote Reber
Grote Reber (Chicago, 22 dicembre 1911 – Tasmania, 20 dicembre 2002) è stato un astronomo statunitense pioniere della radioastronomia.

## Onorificenze
- Bruce Medal (1962)
- Henry Norris Russell Lectureship (1962)
- Jackson-Gwilt Medal of the Royal Astronomical Society (1983)